# Kalga (település)
Kalga (oroszul: Калга) falu Oroszország ázsiai részén, a Bajkálontúli határterületen, a Kalgai járás székhelye.

## Elhelyezkedése
A határterület délkeleti részén, Csitától 581 km-re délkeletre, Priargunszktól 83 km-re északra helyezkedik el. Az Arguny vízrendszeréhez tartozó Kalga folyó partján fekszik, nem messze a kínai határtól. 

## Története
Neve a burját-mongol "халга" szóból származik, kb. jelentése 'kapu, átjáró, őrhely', a folyónál ugyanis régen határvédelmi őrhely volt.
A Pugacsov-féle felkelés leverése után, 1777-ben a száműzött rabok településeként keletkezett. 1872-től a határ körzetében állomásozó kozák egységek központja volt. A település 1942-ben járási székhely lett, ezt követően kórház, művelődési ház, jóval később kommunális szolgáltatás, lakótelep is kiépült.

## Népessége
- 1989-ben 4378 fő
- 2002-ben 3735 fő[3]
- 2010-ben 3425 fő volt.[4]